# Нитор Махбуб
Нитор Махбуб (рођен 18. август 1977. год), бангладешки је пантомимичар и уметник. Махбуб је наступао у више од 100 извођења 8 представа  као и на филму и телевизији. Године 2008, основао је Глумачку трупу пантомимичара. Махбуба је инспирисао бангладешки пантомимичар Парта Пратим Мађумдер.

## Младост
Нитор Махбуб је рођен као Махабуб Рахман 18. августа 1977. у селу Молабари у дистрикту Нарајанганџ, од оца Кадрузамана Муле и мајке Мастури Чаудри, и има два брата и сестру.

## Образовање
Након завршене Више средње школе при Универзитетском колеџу државе Нарсингди, стекао је бачелор диплому. Од 1996, провео је четири године у учењу Рабиндра песама на Академији Нарсингди Шилпакала. У исто време, започео је сарадњу са ораганизацијом различитих представа, како би побољшао своје вештине. Тада је дознао за рад позоришног театра и легендарног пантомимичара Парту Пратима Мађумдера. Инспирисан његовим радом, Нитор Махбуб је наставио да унапређује пантомиму.

## Рад у позоришту
Током детињства, исказао је велики интерес за ову сферу. Од тада, самостално је усавршавао уметност, али се од 1996. укључио у организоване културне активности.

## Каријера
Иако је Нитор Махбуб професионални пантомимичар, често се повезује са новинарством у сфери забаве. Ради као главни уредник забавног одељка дневних новина од 2012. године. Током 2008, организација пантомимичара „Уметност пантомиме“, основала је групу за ширење свести о пантомими. Тренутно обавља функцију Вође трупе „Уметност пантомиме“. Махбуб увек самостално наступа у представама, позоришту, рекламама и на филму.
Од организација и центара за обуку драмског позоришта, осим „Уметности пантомиме“, постоје још и „Пошта“, „Тамаша“, „Сад га видиш“, „Бији биромбона“, „Дамал Бој Назрул позориште“, „Фабрика Раџа Сахитја драмско позориште“, „Нихад“, „Чандрамуки“ и други.
Махбуб такође држи обуку глуме и пантомиме у разним образовним институцијама. Ради и као наставник у основним школама при пројекту MIME. Такође, започео је додељивање Награде уметности пантомиме од 2015. године у склопу организације „Уметност пантомиме“, како би даље убрзао развој забавног одељка у медијима.